# Новоегорлыкский (Орловский район)
Новоегорлыкский — хутор в Орловском районе Ростовской области.
Входит в состав Камышевского сельского поселения.

## География
На хуторе имеется одна улица — Степная.

## Население
| 2010 |
| ---- |
| 69   |